# Edward Poznański
Edward Poznański, Edward Isaac Jacob Poznanski (ur. 1901, zm. w styczniu 1974 w Jerozolimie) –  filozof nauki, matematyk, członek Szkoły lwowsko-warszawskiej. Jego późniejsza praca związana jest z Uniwersytetem Hebrajskim, którego był pierwszym sekretarzem akademickim. Znawca operacjonizmu. 

## Wybrane publikacje
- (1932) "Analiza operacyjna pojęc fizyki", Przegląd Filozoficzny XXXV/3-4.
- (1934), wraz z  Aleksandrem Wundheilerem, "Pojęcie prawdy na terenie fizyki".
- (1959), "Operacjonalizm po trzydziestu latach".